# Воронево
Воронево (укр. Вороневе) — село на Украине, основано в 1835 году, находится в Коростенской городской общине Житомирской области.
Код КОАТУУ — 1822380603. Население по переписи 2001 года составляет 166 человек. Почтовый индекс — 11521. Телефонный код — 4142. Занимает площадь 8,921 км².